# Považany
Považany (Hongaars: Vágmosóc) is een Slowaakse gemeente in de regio Trenčín, en maakt deel uit van het district Nové Mesto nad Váhom.
Považany telt 1.322 inwoners.